# آزمایشگاه شناوری خنثی

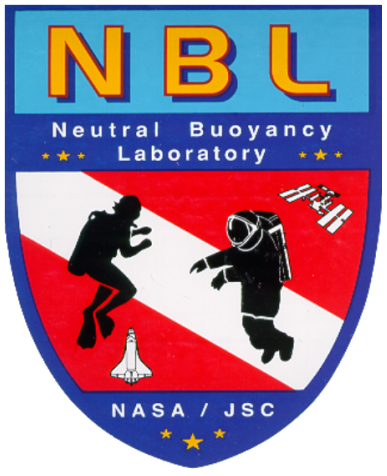
نماد آزمایشگاه شناوری خنثی

آزمایشگاه شناوری خنثی (انگلیسی: Neutral Buoyancy Laboratory) یا به طور مخفف (NBL)، یک آزمایشگاه تمرینی برای فضانوردان است که در تاسیسات آموزشی سونی کارتر واقع در مرکز فضایی جانسون در هیوستون، تگزاس واقع شده است. این آزمایشگاه دارای یک استخر بزرگ سرپوشیده به طول ۲۰۲ فوت (۶۲ متر)، عرض ۱۰۲ فوت (۳۱ متر) و عمق ۴۰ فوت ۶ اینچ (۱۲٫۳۴ متر) است که جهت تمرین راهپیمایی‌های فضایی استفاده می‌شود.

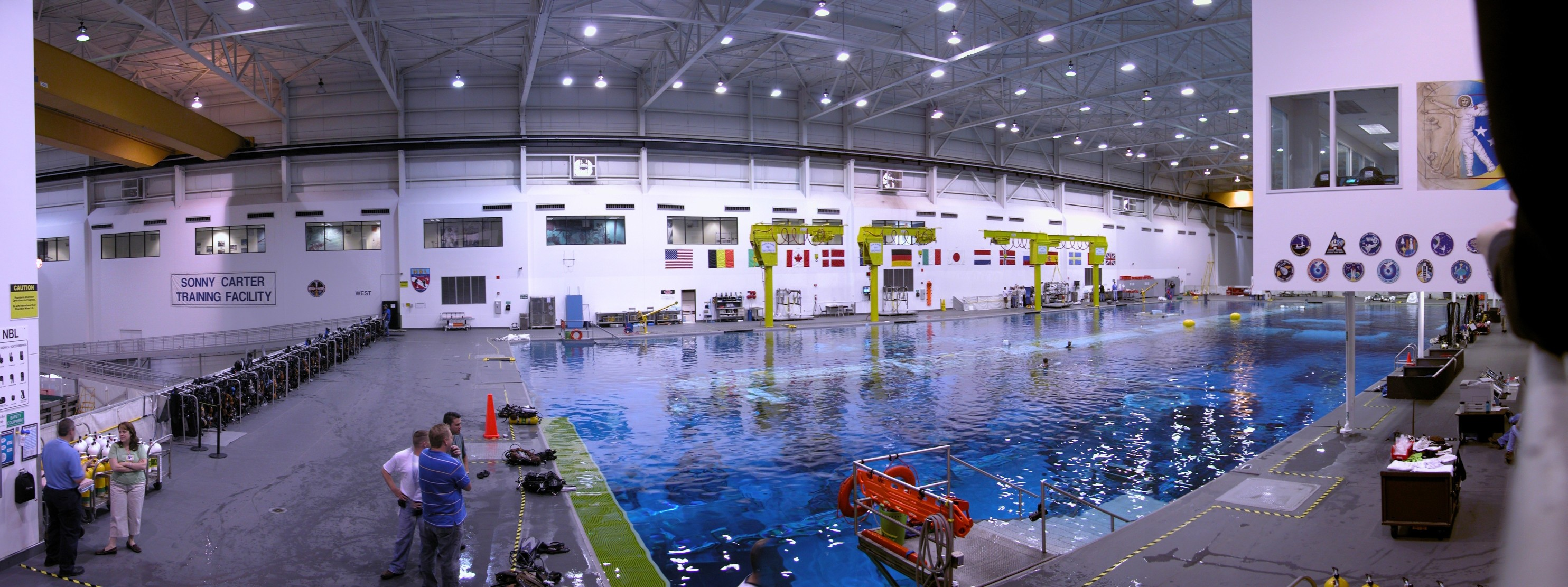
سراسرنمای آزمایشگاه شناوری خنثی